# IC 3767
IC 3767 је елиптична галаксија у сазвјежђу Дјевица која се налази на листи објеката дубоког неба у Индекс каталогу.
Деклинација објекта је + 10° 10' 55" а ректасцензија 12h 46m 55,5s. Привидна величина (магнитуда) објекта IC 3767 износи 15,2 а фотографска магнитуда 16,2. IC 3767 је још познат и под ознакама VCC 2045, PGC 43119.